# ČSD-Baureihe 486.1
Die Fahrzeuge der ČSD-Baureihe 486.1 waren Schnellzug-Schlepptenderlokomotiven der einstigen Tschechoslowakischen Staatsbahnen (ČSD) mit der Achsfolge 1'D 2'. Mit ihr wollte ČKD Prag in die Fertigung von großen Schnellzuglokomotiven einsteigen. Gleichzeitig mit ihr wurde eine Lokomotive von Škoda, Plzeň als Reihe 486.0 zu Vergleichszwecken hergestellt.

## Geschichte
Im Jahr 1934 entstanden diese drei Lokomotiven, die zu ihrer Zeit die größten Schnellzug-Schlepptenderlokomotiven der einstigen Tschechoslowakischen Staatsbahnen (ČSD) waren. Ihre Achsfolge entsprach der der Reihe 456.0 bzw. der BBÖ 214. Die bei Škoda als Reihe 486.0 entstandene Lokomotive besaß die davon abweichende Achsfolge der Bauart 2'D 1'.
Viele technische Details waren von der ČSD-Baureihe 387.0 übernommen worden.

## Technische Merkmale
Die vordere Laufachse bildete mit der ersten gekuppelten Achse ein Krauss-Helmholtz-Lenkgestell. Dabei ist die Laufachse mit der ersten Kuppelachse in einem Drehgestell-Rahmen angeordnet, der an einer Stelle zwischen diesen beiden Achsen drehbar mit dem Lokomotivrahmen verbunden ist. Der Innenzylinder wirkte auf die zweite gekuppelte Achse, die als Kropfachse ausgebildet war. Die Spurkränze dieser Achse waren um 15 mm geschwächt worden. Die Außenzylinder arbeiteten auf die dritte Kuppelachse. Die letzten beiden gekuppelten Achsen waren fest im Rahmen, die beiden hinteren Laufachsen in einem Drehgestell gelagert.
Die Dampfmaschine war als Dreizylindermaschine ausgebildet mit innerem Eintritt des Dampfes. Alle drei Zylinder besaßen eine eigene Heusinger-Steuerung. Abweichend von der sonst bei der ČSD üblichen Bauweise befand sich hier die Steuerung (per Schieber) des inneren, schrägen Zylinders außen unmittelbar neben der des Außenzylinders mit Heusinger-Steuerung und war so ausgeführt, dass die Bewegungen der Schieberschubstange über eine Pendelwelle Schwinge nach innen auf die Schieberstange übertragen wurden. Diese Lösung war gut zugänglich.
Der Kessel war in seinem Ausmaßen der bisher größte bei den ČSD. Die riesige Rostfläche brachte enorme Anstrengungen für den Heizer. Besonders schwierig wurde dies in Zeiten minderwertigen Brennstoffes. Zur Lokomotive wurde der Tender Reihe 926.0 beigestellt, der durch die Rekonstruktion des Tenders der Reihe 623.0 entwickelt wurde.

## Einsatz
Die Lokomotive soll sich im Schnellzugdienst nicht bewährt haben und wurde stattdessen im Personenzugdienst eingesetzt.
Daher wurden bei 486.101 und 486.102 die Zylinder auf den Durchmesser von 500 mm geändert, wobei die Leistung der Dampfmaschine sank.
Zur Leistungssteigerung wurden sie mit Trofimoff-Schieber ausgerüstet. In den Jahren 1967 und 1968 wurden sie ausgemustert.
Die nach dem Zweiten Weltkrieg gefertigten Dampflokomotiven für Schnellzüge mit extremen Belastungen wurden bei den ČSD als 2'D 1'-Lokomotiven ausgeführt.